# Elise Cranny
Elise Cranny, née le 9 mai 1996 à  Niwot (Colorado), est une athlète américaine spécialiste des courses de fond.

## Biographie
Le 31 juillet 2020, à Portland, elle établit un nouveau record du monde du relais 4 × 1 500 m en compagnie de Colleen Quigley, Karissa Schweizer et Shelby Houlihan. En 2021, elle remporte le titre du 5 000 mètres lors des sélections olympiques américaines et participe aux Jeux olympiques de Tokyo en prenant la 13e place de l'épreuve du 5 000 m.

## Palmarès

### International
| Date | Compétition           | Lieu     | Résultat | Épreuve | Temps          |
| ---- | --------------------- | -------- | -------- | ------- | -------------- |
| 2021 | Jeux olympiques       | Tokyo    | 13e      | 5 000 m | 14 min 55 s 98 |
| 2023 | Championnats du monde | Budapest | 9e       | 5 000 m | 14 min 59 s 22 |
| 2024 | Jeux olympiques       | Paris    | 11e      | 5 000 m | 14 min 48 s 06 |

### National
- Championnats des États-Unis d'athlétisme
  - vainqueur du 5 000 m en 2021, 2022 et 2023
  - vainqueur du 10 000 m en 2023

## Records
| Épreuve  | Marque         | Lieu                | Date            |
| -------- | -------------- | ------------------- | --------------- |
| 1 500 m  | 3 min 57 s 87  | Eugene              | 30 juin 2024    |
| 5 000 m  | 14 min 33 s 17 | Boston              | 11 février 2022 |
| 10 000 m | 30 min 14 s 66 | San Juan Capistrano | 6 mars 2022     |